# Vulkan (API)
Vulkan je nizko-nivojski programski vmesnik in odprt standard za računalniško grafiko in računanje. Zasnovan je za delovanje na več platformah in visoko učinkovitost delovanja. Pri tem odpravlja pomanjkljivosti predhodnega standarda OpenGL in razvijalcem omogoča večji nadzor nad grafično procesno enoto.